# Präsidentschaftswahl in der Türkei 2018

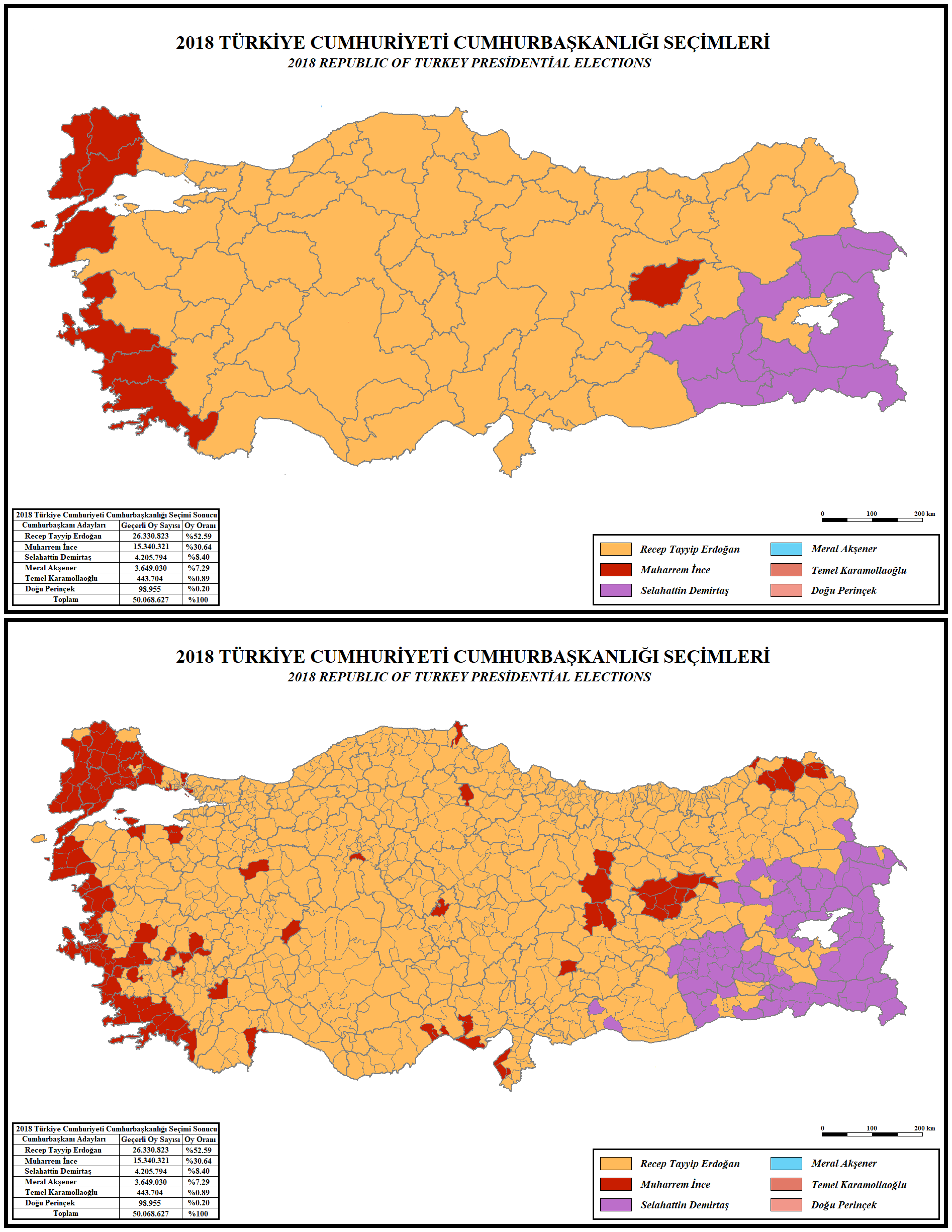

Die Präsidentschaftswahl in der Türkei 2018 fand am 24. Juni des Jahres gleichzeitig mit der Parlamentswahl am selben Tag statt. Mit ihr traten die Verfassungsänderungen, die mit dem Referendum 2017 ihre rechtliche Annahme erlangten, in Kraft. Somit wurde der Sieger der Wahl sowohl Staatsoberhaupt als auch Regierungschef mit großen Befugnissen, wodurch auch das Amt des Ministerpräsidenten in der Türkei entfiel.

## Wahlprozess
Es wurde ein Zwei-Runden-System angewendet. Falls in der ersten Runde keiner der Kandidaten mindestens 50 % + 1 Stimme erringen konnte, würde in einer Stichwahl zwei Wochen später der Präsident gewählt.
Wählbar war jeder türkische Staatsbürger, der das passive Wahlrecht zum Abgeordneten besitzt, das 40. Lebensjahr vollendet hat und über eine abgeschlossene Hochschulausbildung verfügt (Art. 101 Abs. 1 der Verfassung, Art. 6 PräsWahlG). Die Aufstellung eines Kandidaten erfolgte gemäß Art. 101 Abs. 3 Satz 1 der Verfassung, Art. 7 Abs. 1 PräsWahlG durch schriftlichen Vorschlag von mindestens 20 Parlamentsmitgliedern. Darüber hinaus konnten Parteien, die bei der letzten Parlamentswahl mindestens 10 Prozent der Stimmen erreicht hatten, einen gemeinsamen Kandidaten bestimmen (Art. 101 Abs. 3 Satz 2 der Verfassung, Art. 7 Abs. 2 PräsWahlG). Unabhängige Kandidaten bzw. Kandidaten, deren Partei diese Voraussetzungen nicht erfüllten, benötigten 100 000 notariell beglaubigte Unterschriften von wahlberechtigten Personen. Akşener, Karamollaoğlu und Perinçek haben ihre Kandidatur auf diese Weise (im dafür vorgesehenen Zeitraum vom 4. Mai bis zum 7. Mai 2018) erreicht. Die Partei für Gerechtigkeit und Entwicklung (AKP) und die rechtsextreme Partei der Nationalistischen Bewegung (MHP) gründeten das Wahlbündnis Volksallianz. Die Republikanische Volkspartei (CHP), İYİ Parti, die Glückseligkeitspartei (SP) und die Demokratische Partei (DP) gründeten das Wahlbündnis Bündnis der Nation.

## Kandidaten
| Kandidaten (in der gleichen (ausgelosten) Reihenfolge wie auf den Wahlzetteln) | Kandidaten (in der gleichen (ausgelosten) Reihenfolge wie auf den Wahlzetteln) | Kandidaten (in der gleichen (ausgelosten) Reihenfolge wie auf den Wahlzetteln)                               | Kandidaten (in der gleichen (ausgelosten) Reihenfolge wie auf den Wahlzetteln)                                                    | Kandidaten (in der gleichen (ausgelosten) Reihenfolge wie auf den Wahlzetteln) | Kandidaten (in der gleichen (ausgelosten) Reihenfolge wie auf den Wahlzetteln) |
| ------------------------------------------------------------------------------ | ------------------------------------------------------------------------------ | --- | --- | ------------------------------------------------------------------------------ | ------------------------------------------------------------------------------ |
|                                                                                |                                                                                | | |                                                                                |                                                                                |
|                                                                                |                                                                                | | |                                                                                |                                                                                |
| Muharrem İnce                                                                  | Meral Akşener                                                                  | Recep Tayyip Erdoğan                                                                                         | Selahattin Demirtaş | Temel Karamollaoğlu                                                            | Doğu Perinçek                                                                  |
| Cumhuriyet Halk Partisi                                                        | İyi Parti Demokrat Parti Doğru Yol Partisi                                     | Adalet ve Kalkınma Partisi Milliyetçi Hareket Partisi Büyük Birlik Partisi Hür Dava Partisi Anavatan Partisi | Halkların Demokratik Partisi Demokratik Bölgeler Partisi Özgürlük ve Dayanışma Partisi Emek Partisi Ezilenlerin Sosyalist Partisi | Saadet Partisi                                                                 | Vatan Partisi Hak ve Eşitlik Partisi                                           |

## Ergebnisse

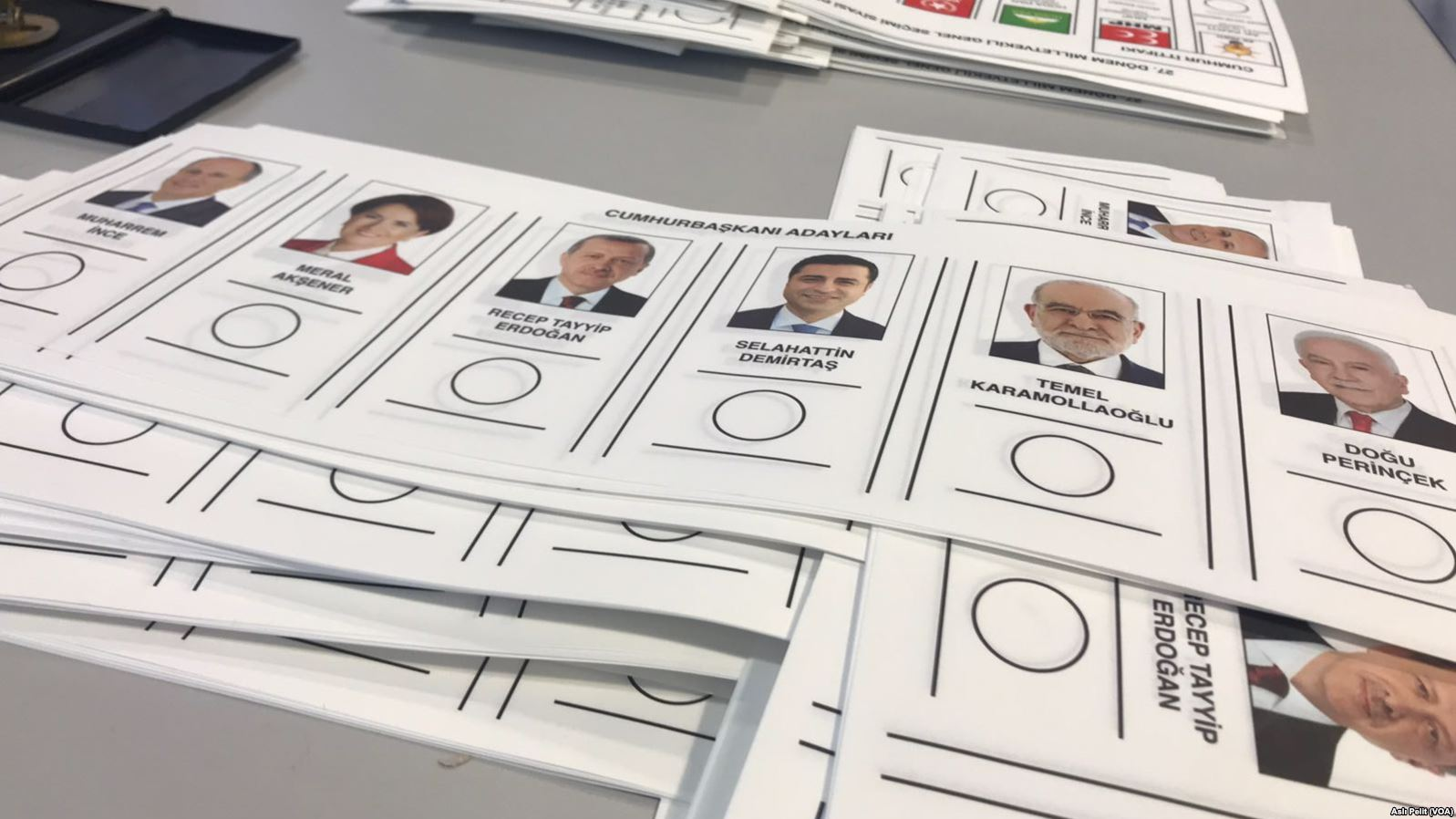
Für die Wahl vorbereitete Stimmzettel

| Partei                | Partei               | Stimmen    | Stimmen | Höchster Prozentsatz          | Provinz    |
| Partei                | Partei               | Anzahl     | %       | Höchster Prozentsatz          | %          |
| --------------------- | -------------------- | ---------- | ------- | ----------------------------- | ---------- |
|                       | Recep Tayyip Erdoğan | 26.330.823 | 52,59   | Bayburt                       | 82,10      |
|                       | Muharrem İnce        | 15.340.321 | 30,64   | Kırklareli, Tunceli (Provinz) | 58,44–58,8 |
|                       | Selahattin Demirtaş  | 4.205.794  | 8,40    | Şırnak                        | 72,06      |
|                       | Meral Akşener        | 3.649.030  | 7,29    | Burdur                        | 15,76      |
|                       | Temel Karamollaoğlu  | 443.704    | 0,89    | Bayburt                       | 2,53       |
|                       | Doğu Perinçek        | 98.955     | 0,20    | Sinop                         | 0,40       |
| Gesamt                | Gesamt               | 51.183.729 | 100,00  |                               |            |
| Gültige Stimmen       | Gültige Stimmen      | 50.130.419 |         |                               |            |
| Ungültige Stimmen     | Ungültige Stimmen    | 1.129.275  | 2,07    |                               |            |
| Wahlbeteiligung       | Wahlbeteiligung      | 51.188.524 | 86,25   |                               |            |
| Registrierte Wähler   | Registrierte Wähler  | 59.354.840 |         |                               |            |
| Quelle: Haberturk.com |                      |            |         |                               |            |

| Provinz             | Anzahl               | %                    | Anzahl        | %             | Anzahl        | %             | Anzahl              | %                   | Anzahl              | %                   | Anzahl        | %             |
| ------------------- | -------------------- | -------------------- | ------------- | ------------- | ------------- | ------------- | ------------------- | ------------------- | ------------------- | ------------------- | ------------- | ------------- |
|                     | Recep Tayyip Erdoğan | Recep Tayyip Erdoğan | Muharrem Ince | Muharrem Ince | Meral Akşener | Meral Akşener | Selahattin Demirtaş | Selahattin Demirtaş | Temel Karamollaoğlu | Temel Karamollaoğlu | Doğu Perinçek | Doğu Perinçek |
| Adana (01)          | 567.512              | 44,13                | 460.757       | 35,83         | 125.982       | 9,80          | 119.519             | 9,29                | 9.800               | 0,76                | 2.324         | 0,18          |
| Adıyaman (02)       | 226.951              | 67,41                | 68.856        | 20,45         | 11.493        | 3,41          | 24.949              | 7,41                | 3.906               | 1,16                | 529           | 0,16          |
| Afyonkarahisar (03) | 303.088              | 68,04                | 84.026        | 18,86         | 51.951        | 11,66         | 1.589               | 0,36                | 3.878               | 0,87                | 929           | 0,21          |
| Ağrı (04)           | 71.421               | 31,75                | 11.296        | 5,02          | 2.571         | 1,14          | 137.829             | 61,28               | 1.561               | 0,69                | 253           | 0,11          |
| Amasya (05)         | 126.075              | 57,46                | 67.894        | 30,94         | 22.279        | 10,15         | 842                 | 0,38                | 1.936               | 0,88                | 382           | 0,17          |
| Ankara (06)         | 1.767.016            | 51,52                | 1.242.566     | 36,23         | 310.123       | 9,04          | 70.750              | 2,06                | 32.291              | 0,94                | 7.108         | 0,21          |
| Antalya (07)        | 616.020              | 42,82                | 558.046       | 38,79         | 193.972       | 13,48         | 58.956              | 4,10                | 8.581               | 0,60                | 3.018         | 0,21          |
| Artvin (08)         | 53.766               | 48,16                | 46.105        | 41,30         | 9.539         | 8,54          | 840                 | 0,75                | 1.090               | 0,98                | 304           | 0,27          |
| Aydın (09)          | 268.628              | 37,97                | 312.871       | 44,23         | 79.685        | 11,26         | 40.882              | 5,78                | 3.138               | 0,44                | 2.194         | 0,31          |
| Balıkesir (10)      | 397.404              | 47,39                | 331.631       | 39,55         | 86.912        | 10,36         | 14.139              | 1,69                | 6.304               | 0,75                | 2.206         | 0,26          |
| Bilecik (11)        | 70.311               | 51,39                | 43.909        | 32,09         | 18.075        | 13,21         | 2.877               | 2,10                | 1.315               | 0,96                | 328           | 0,24          |
| Bingöl (12)         | 93.965               | 66,69                | 9.726         | 6,90          | 2.462         | 1,75          | 33.066              | 23,47               | 1.473               | 1,05                | 211           | 0,15          |
| Bitlis (13)         | 80.462               | 50,24                | 10.056        | 6,28          | 3.676         | 2,30          | 64.097              | 40,02               | 1.645               | 1,03                | 224           | 0,14          |
| Bolu (14)           | 128.314              | 65,89                | 45.393        | 23,31         | 16.616        | 8,53          | 1.585               | 0,81                | 2.367               | 1,22                | 459           | 0,24          |
| Burdur (15)         | 92.177               | 54,01                | 47.812        | 28,01         | 26.899        | 15,76         | 1.176               | 0,69                | 2.071               | 1,21                | 547           | 0,32          |
| Bursa (16)          | 1.050.302            | 55,55                | 595.074       | 31,47         | 155.568       | 8,23          | 66.025              | 3,49                | 19.978              | 1,06                | 3.919         | 0,21          |
| Çanakkale (17)      | 152.222              | 41,93                | 158.944       | 43,79         | 43.208        | 11,90         | 6.045               | 1,67                | 1.573               | 0,43                | 1.011         | 0,28          |
| Çankırı (18)        | 87.457               | 76,34                | 14.153        | 12,35         | 11.342        | 9,90          | 274                 | 0,24                | 1.132               | 0,99                | 209           | 0,18          |
| Çorum (19)          | 223.185              | 64,56                | 91.732        | 26,54         | 25.521        | 7,38          | 1.629               | 0,47                | 2.989               | 0,86                | 639           | 0,18          |
| Denizli (20)        | 317.608              | 47,82                | 235.101       | 35,40         | 91.808        | 13,82         | 14.243              | 2,14                | 3.645               | 0,55                | 1.731         | 0,26          |
| Diyarbakır (21)     | 227.456              | 27,39                | 51.274        | 6,17          | 8.424         | 1,01          | 534.282             | 64,34               | 8.028               | 0,97                | 1.003         | 0,12          |
| Edirne (22)         | 84.216               | 31,40                | 149.229       | 55,64         | 27.817        | 10,37         | 4.493               | 1,68                | 1.716               | 0,64                | 720           | 0,27          |
| Elazığ (23)         | 237.733              | 70,04                | 52.834        | 15,57         | 21.279        | 6,27          | 21.861              | 6,44                | 5.331               | 1,57                | 391           | 0,12          |
| Erzincan (24)       | 86.673               | 60,60                | 45.006        | 31,47         | 7.913         | 5,53          | 1.803               | 1,26                | 1.415               | 0,99                | 204           | 0,14          |
| Erzurum (25)        | 303.903              | 72,31                | 41.516        | 9,88          | 27.853        | 6,63          | 40.567              | 9,65                | 5.971               | 1,42                | 494           | 0,12          |
| Eskişehir (26)      | 262.192              | 46,48                | 231.691       | 41,07         | 54.571        | 9,67          | 9.914               | 1,76                | 4.427               | 0,78                | 1.290         | 0,23          |
| Gaziantep (27)      | 649.876              | 63,93                | 221.240       | 21,76         | 54.228        | 5,33          | 80.348              | 7,90                | 8.969               | 0,88                | 1.951         | 0,19          |
| Giresun (28)        | 181.383              | 64,42                | 72.183        | 25,64         | 23.729        | 8,43          | 760                 | 0,27                | 2.840               | 1,01                | 654           | 0,23          |
| Gümüşhane (29)      | 60.421               | 77,07                | 10.049        | 12,82         | 6.291         | 8,02          | 259                 | 0,33                | 1.266               | 1,61                | 109           | 0,14          |
| Hakkari (30)        | 31.010               | 22,79                | 6.589         | 4,84          | 1.414         | 1,04          | 96.357              | 70,82               | 566                 | 0,42                | 124           | 0,09          |
| Hatay (31)          | 441.079              | 48,54                | 388.608       | 42,76         | 51.252        | 5,64          | 21.000              | 2,31                | 5.452               | 0,60                | 1.349         | 0,15          |
| Isparta (32)        | 158.994              | 58,75                | 65.928        | 24,36         | 40.013        | 14,78         | 2.048               | 0,76                | 2.961               | 1,09                | 693           | 0,26          |
| Mersin (33)         | 417.494              | 37,93                | 412.055       | 37,44         | 133.268       | 12,11         | 130.648             | 11,87               | 5.120               | 0,47                | 2.106         | 0,19          |
| İstanbul (34)       | 4.578.454            | 50,00                | 3.378.021     | 36,89         | 435.558       | 4,76          | 661.761             | 7,23                | 86.147              | 0,94                | 16.861        | 0,18          |
| İzmir (35)          | 930.925              | 32,92                | 1.527.269     | 54,01         | 178.186       | 6,30          | 170.574             | 6,03                | 12.987              | 0,46                | 8.055         | 0,28          |
| Kars (36)           | 63.139               | 44,14                | 32.027        | 22,39         | 7.979         | 5,58          | 38.910              | 27,20               | 748                 | 0,52                | 252           | 0,18          |
| Kastamonu (37)      | 165.469              | 68,95                | 47.562        | 19,82         | 23.614        | 9,84          | 783                 | 0,33                | 1.815               | 0,76                | 734           | 0,31          |
| Kayseri (38)        | 594.346              | 70,31                | 157.336       | 18,61         | 75.921        | 8,98          | 6.875               | 0,81                | 9.587               | 1,13                | 1.257         | 0,15          |
| Kırklareli (39)     | 72.088               | 29,84                | 141.190       | 58,44         | 23.507        | 9,73          | 3.382               | 1,40                | 823                 | 0,34                | 612           | 0,25          |
| Kırşehir (40)       | 77.548               | 55,67                | 39.413        | 28,29         | 17.102        | 12,28         | 3.831               | 2,75                | 1.151               | 0,83                | 257           | 0,18          |
| Kocaeli (41)        | 690.874              | 58,83                | 329.497       | 28,06         | 84.110        | 7,16          | 50.919              | 4,34                | 17.152              | 1,46                | 1.896         | 0,16          |
| Konya (42)          | 971.856              | 74,22                | 179.032       | 13,67         | 107.905       | 8,24          | 29.726              | 2,27                | 18.931              | 1,45                | 2.018         | 0,15          |
| Kütahya (43)        | 268.432              | 71,49                | 62.124        | 16,55         | 38.019        | 10,13         | 1.210               | 0,32                | 4.950               | 1,32                | 742           | 0,20          |
| Malatya (44)        | 330.249              | 69,19                | 109.528       | 22,95         | 20.958        | 4,39          | 10.504              | 2,20                | 5.481               | 1,15                | 553           | 0,12          |
| Manisa (45)         | 451.120              | 48,61                | 321.479       | 34,64         | 102.450       | 11,04         | 45.137              | 4,86                | 5.678               | 0,61                | 2.232         | 0,24          |
| Kahramanmaraş (46)  | 479.723              | 74,18                | 96.601        | 14,94         | 54.805        | 8,47          | 7.640               | 1,18                | 6.984               | 1,08                | 929           | 0,14          |
| Mardin (47)         | 133.375              | 34,41                | 20.825        | 5,37          | 3.106         | 0,80          | 227.572             | 58,71               | 2.499               | 0,64                | 244           | 0,06          |
| Muğla (48)          | 202.037              | 32,14                | 330.712       | 52,60         | 74.226        | 11,81         | 17.589              | 2,80                | 2.088               | 0,33                | 2.041         | 0,32          |
| Muş (49)            | 70.612               | 38,44                | 10.939        | 5,95          | 2.705         | 1,47          | 97.855              | 53,27               | 1.384               | 0,75                | 210           | 0,11          |
| Nevşehir (50)       | 125.450              | 68,07                | 40.002        | 21,71         | 15.649        | 8,49          | 954                 | 0,52                | 1.856               | 1,01                | 376           | 0,20          |
| Niğde (51)          | 126.270              | 61,61                | 51.373        | 25,06         | 23.419        | 11,43         | 1.254               | 0,61                | 2.073               | 1,01                | 574           | 0,28          |
| Ordu (52)           | 304.536              | 65,13                | 121.361       | 25,96         | 35.402        | 7,57          | 1.419               | 0,30                | 3.670               | 0,78                | 1.183         | 0,25          |
| Rize (53)           | 167.216              | 76,92                | 36.171        | 16,64         | 10.199        | 4,69          | 649                 | 0,30                | 2.784               | 1,28                | 373           | 0,17          |
| Sakarya (54)        | 439.587              | 70,55                | 120.124       | 19,28         | 44.480        | 7,14          | 9.229               | 1,48                | 8.705               | 1,40                | 995           | 0,16          |
| Samsun (55)         | 549.589              | 66,57                | 190.400       | 23,06         | 73.231        | 8,87          | 2.412               | 0,29                | 8.236               | 1,00                | 1.652         | 0,20          |
| Siirt (56)          | 62.878               | 42,80                | 8.242         | 5,61          | 2.083         | 1,42          | 72.324              | 49,23               | 1.239               | 0,84                | 150           | 0,10          |
| Sinop (57)          | 82.374               | 61,18                | 38.423        | 28,54         | 11.539        | 8,57          | 639                 | 0,47                | 1.125               | 0,84                | 533           | 0,40          |
| Sivas (58)          | 284.793              | 72,26                | 77.939        | 19,77         | 24.127        | 6,12          | 1.310               | 0,33                | 5.420               | 1,38                | 542           | 0,14          |
| Tekirdağ (59)       | 260.045              | 40,31                | 304.474       | 47,20         | 48.602        | 7,53          | 27.588              | 4,28                | 3.021               | 0,47                | 1.348         | 0,21          |
| Tokat (60)          | 240.436              | 64,57                | 94.319        | 25,33         | 31.891        | 8,56          | 1.274               | 0,34                | 3.836               | 1,03                | 628           | 0,17          |
| Trabzon (61)        | 344.414              | 69,36                | 103.622       | 20,87         | 37.790        | 7,61          | 1.465               | 0,30                | 8.322               | 1,68                | 975           | 0,20          |
| Tunceli (62)        | 10.117               | 18,67                | 31.478        | 58,08         | 970           | 1,79          | 11.455              | 21,14               | 95                  | 0,18                | 80            | 0,15          |
| Şanlıurfa (63)      | 547.695              | 64,77                | 68.984        | 8,16          | 11.577        | 1,37          | 209.133             | 24,73               | 7.217               | 0,85                | 1.013         | 0,12          |
| Uşak (64)           | 121.110              | 51,52                | 82.223        | 34,98         | 26.025        | 11,07         | 3.029               | 1,29                | 2.147               | 0,91                | 552           | 0,23          |
| Van (65)            | 181.858              | 35,43                | 23.260        | 4,53          | 4.767         | 0,93          | 299.653             | 58,38               | 3.177               | 0,62                | 541           | 0,11          |
| Yozgat (66)         | 188.028              | 75,49                | 36.701        | 14,74         | 20.743        | 8,33          | 798                 | 0,32                | 2.430               | 0,98                | 365           | 0,15          |
| Zonguldak (67)      | 208.643              | 55,18                | 135.275       | 35,77         | 26.595        | 7,03          | 1.915               | 0,51                | 4.507               | 1,19                | 1.209         | 0,32          |
| Aksaray (68)        | 171.782              | 76,19                | 31.992        | 14,19         | 18.302        | 8,12          | 1.358               | 0,60                | 1.701               | 0,75                | 319           | 0,14          |
| Bayburt (69)        | 38.826               | 82,10                | 4.166         | 8,81          | 2.892         | 6,12          | 150                 | 0,32                | 1.198               | 2,53                | 61            | 0,13          |
| Karaman (70)        | 100.977              | 66,26                | 30.114        | 19,76         | 18.147        | 11,91         | 902                 | 0,59                | 1.891               | 1,24                | 368           | 0,24          |
| Kırıkkale (71)      | 110.063              | 64,96                | 36.789        | 21,71         | 19.705        | 11,63         | 728                 | 0,43                | 1.821               | 1,07                | 326           | 0,19          |
| Batman (72)         | 89.315               | 31,44                | 11.747        | 4,13          | 2.041         | 0,72          | 177.821             | 62,59               | 2.894               | 1,02                | 284           | 0,10          |
| Şırnak (73)         | 48.199               | 21,21                | 11.149        | 4,91          | 3.101         | 1,36          | 163.797             | 72,06               | 872                 | 0,38                | 175           | 0,08          |
| Bartın (74)         | 74.091               | 60,51                | 36.979        | 30,20         | 8.340         | 6,81          | 693                 | 0,57                | 1.903               | 1,55                | 448           | 0,37          |
| Ardahan (75)        | 23.917               | 42,33                | 20.790        | 36,79         | 2.446         | 4,33          | 8.830               | 15,63               | 374                 | 0,66                | 147           | 0,26          |
| Iğdır (76)          | 27.237               | 30,02                | 16.182        | 17,84         | 5.839         | 6,44          | 40.928              | 45,11               | 407                 | 0,45                | 132           | 0,15          |
| Yalova (77)         | 76.570               | 50,37                | 59.070        | 38,86         | 7.269         | 4,78          | 7.442               | 4,90                | 1.416               | 0,93                | 257           | 0,17          |
| Karabük (78)        | 97.688               | 65,44                | 34.662        | 23,22         | 13.836        | 9,27          | 688                 | 0,46                | 1.967               | 1,32                | 432           | 0,29          |
| Kilis (79)          | 51.365               | 70,09                | 13.920        | 18,99         | 6.319         | 8,62          | 890                 | 1,21                | 626                 | 0,85                | 169           | 0,23          |
| Osmaniye (80)       | 188.896              | 62,98                | 67.034        | 22,35         | 34.495        | 11,50         | 6.550               | 2,18                | 2.333               | 0,78                | 616           | 0,21          |
| Düzce (81)          | 173.916              | 73,07                | 43.990        | 18,48         | 14.678        | 6,17          | 2.245               | 0,94                | 2.603               | 1,09                | 594           | 0,25          |

### Ergebnisse nach Regionen
| Mittelmeerregion | Mittelmeerregion     | Mittelmeerregion | Mittelmeerregion | Stimmenanteil im Mittelmeerregion %50403020100 48,434,310,85,70,70,2 ErdoğanİnceAkşenerD.taşK.oğluPerinçek |
| Partei           | Partei               | Stimmen          | Stimmen          | Stimmenanteil im Mittelmeerregion %50403020100 48,434,310,85,70,70,2 ErdoğanİnceAkşenerD.taşK.oğluPerinçek |
| Partei           | Partei               | Anzahl           | %                | Stimmenanteil im Mittelmeerregion %50403020100 48,434,310,85,70,70,2 ErdoğanİnceAkşenerD.taşK.oğluPerinçek |
| ---------------- | -------------------- | ---------------- | ---------------- | --- |
|                  | Recep Tayyip Erdoğan | 2.961.895        | 48,4             | Stimmenanteil im Mittelmeerregion %50403020100 48,434,310,85,70,70,2 ErdoğanİnceAkşenerD.taşK.oğluPerinçek |
|                  | Muharrem İnce        | 2.096.841        | 34,3             | Stimmenanteil im Mittelmeerregion %50403020100 48,434,310,85,70,70,2 ErdoğanİnceAkşenerD.taşK.oğluPerinçek |
|                  | Meral Akşener        | 660.686          | 10,8             | Stimmenanteil im Mittelmeerregion %50403020100 48,434,310,85,70,70,2 ErdoğanİnceAkşenerD.taşK.oğluPerinçek |
|                  | Selahattin Demirtaş  | 347.537          | 5,7              | Stimmenanteil im Mittelmeerregion %50403020100 48,434,310,85,70,70,2 ErdoğanİnceAkşenerD.taşK.oğluPerinçek |
|                  | Temel Karamollaoğlu  | 43.302           | 0,7              | Stimmenanteil im Mittelmeerregion %50403020100 48,434,310,85,70,70,2 ErdoğanİnceAkşenerD.taşK.oğluPerinçek |
|                  | Doğu Perinçek        | 11.582           | 0,2              | Stimmenanteil im Mittelmeerregion %50403020100 48,434,310,85,70,70,2 ErdoğanİnceAkşenerD.taşK.oğluPerinçek |

| Marmararegion | Marmararegion        | Marmararegion | Marmararegion | Stimmenanteil im Marmararegion %6050403020100 50,836,26,35,51,00,2 ErdoğanİnceAkşenerD.taşK.oğluPerinçek |
| Partei        | Partei               | Stimmen       | Stimmen       | Stimmenanteil im Marmararegion %6050403020100 50,836,26,35,51,00,2 ErdoğanİnceAkşenerD.taşK.oğluPerinçek |
| Partei        | Partei               | Anzahl        | %             | Stimmenanteil im Marmararegion %6050403020100 50,836,26,35,51,00,2 ErdoğanİnceAkşenerD.taşK.oğluPerinçek |
| ------------- | -------------------- | ------------- | ------------- | --- |
|               | Recep Tayyip Erdoğan | 7.872.073     | 50,8          | Stimmenanteil im Marmararegion %6050403020100 50,836,26,35,51,00,2 ErdoğanİnceAkşenerD.taşK.oğluPerinçek |
|               | Muharrem İnce        | 5.611.163     | 36,2          | Stimmenanteil im Marmararegion %6050403020100 50,836,26,35,51,00,2 ErdoğanİnceAkşenerD.taşK.oğluPerinçek |
|               | Meral Akşener        | 975.106       | 6,3           | Stimmenanteil im Marmararegion %6050403020100 50,836,26,35,51,00,2 ErdoğanİnceAkşenerD.taşK.oğluPerinçek |
|               | Selahattin Demirtaş  | 853.900       | 5,5           | Stimmenanteil im Marmararegion %6050403020100 50,836,26,35,51,00,2 ErdoğanİnceAkşenerD.taşK.oğluPerinçek |
|               | Temel Karamollaoğlu  | 148.150       | 1,0           | Stimmenanteil im Marmararegion %6050403020100 50,836,26,35,51,00,2 ErdoğanİnceAkşenerD.taşK.oğluPerinçek |
|               | Doğu Perinçek        | 30.153        | 0,2           | Stimmenanteil im Marmararegion %6050403020100 50,836,26,35,51,00,2 ErdoğanİnceAkşenerD.taşK.oğluPerinçek |

| Ägäisregion | Ägäisregion          | Ägäisregion | Ägäisregion | Stimmenanteil im Ägäisregion %50403020100 43,442,09,44,30,60,3 İnceErdoğanAkşenerD.taşK.oğluPerinçek |
| Partei      | Partei               | Stimmen     | Stimmen     | Stimmenanteil im Ägäisregion %50403020100 43,442,09,44,30,60,3 İnceErdoğanAkşenerD.taşK.oğluPerinçek |
| Partei      | Partei               | Anzahl      | %           | Stimmenanteil im Ägäisregion %50403020100 43,442,09,44,30,60,3 İnceErdoğanAkşenerD.taşK.oğluPerinçek |
| ----------- | -------------------- | ----------- | ----------- | --- |
|             | Muharrem İnce        | 2.955.805   | 43,4        | Stimmenanteil im Ägäisregion %50403020100 43,442,09,44,30,60,3 İnceErdoğanAkşenerD.taşK.oğluPerinçek |
|             | Recep Tayyip Erdoğan | 2.862.948   | 42,0        | Stimmenanteil im Ägäisregion %50403020100 43,442,09,44,30,60,3 İnceErdoğanAkşenerD.taşK.oğluPerinçek |
|             | Meral Akşener        | 642.350     | 9,4         | Stimmenanteil im Ägäisregion %50403020100 43,442,09,44,30,60,3 İnceErdoğanAkşenerD.taşK.oğluPerinçek |
|             | Selahattin Demirtaş  | 294.253     | 4,3         | Stimmenanteil im Ägäisregion %50403020100 43,442,09,44,30,60,3 İnceErdoğanAkşenerD.taşK.oğluPerinçek |
|             | Temel Karamollaoğlu  | 38.511      | 0,6         | Stimmenanteil im Ägäisregion %50403020100 43,442,09,44,30,60,3 İnceErdoğanAkşenerD.taşK.oğluPerinçek |
|             | Doğu Perinçek        | 18.476      | 0,3         | Stimmenanteil im Ägäisregion %50403020100 43,442,09,44,30,60,3 İnceErdoğanAkşenerD.taşK.oğluPerinçek |

| Zentralanatolien | Zentralanatolien     | Zentralanatolien | Zentralanatolien | Stimmenanteil im Zentralanatolien %706050403020100 61,027,29,01,61,10,2 ErdoğanİnceAkşenerD.taşK.oğluPerinçek |
| Partei           | Partei               | Stimmen          | Stimmen          | Stimmenanteil im Zentralanatolien %706050403020100 61,027,29,01,61,10,2 ErdoğanİnceAkşenerD.taşK.oğluPerinçek |
| Partei           | Partei               | Anzahl           | %                | Stimmenanteil im Zentralanatolien %706050403020100 61,027,29,01,61,10,2 ErdoğanİnceAkşenerD.taşK.oğluPerinçek |
| ---------------- | -------------------- | ---------------- | ---------------- | --- |
|                  | Recep Tayyip Erdoğan | 4.867.778        | 61,0             | Stimmenanteil im Zentralanatolien %706050403020100 61,027,29,01,61,10,2 ErdoğanİnceAkşenerD.taşK.oğluPerinçek |
|                  | Muharrem İnce        | 2.169.101        | 27,2             | Stimmenanteil im Zentralanatolien %706050403020100 61,027,29,01,61,10,2 ErdoğanİnceAkşenerD.taşK.oğluPerinçek |
|                  | Meral Akşener        | 717.056          | 9,0              | Stimmenanteil im Zentralanatolien %706050403020100 61,027,29,01,61,10,2 ErdoğanİnceAkşenerD.taşK.oğluPerinçek |
|                  | Selahattin Demirtaş  | 128.674          | 1,6              | Stimmenanteil im Zentralanatolien %706050403020100 61,027,29,01,61,10,2 ErdoğanİnceAkşenerD.taşK.oğluPerinçek |
|                  | Temel Karamollaoğlu  | 84.711           | 1,1              | Stimmenanteil im Zentralanatolien %706050403020100 61,027,29,01,61,10,2 ErdoğanİnceAkşenerD.taşK.oğluPerinçek |
|                  | Doğu Perinçek        | 15.009           | 0,2              | Stimmenanteil im Zentralanatolien %706050403020100 61,027,29,01,61,10,2 ErdoğanİnceAkşenerD.taşK.oğluPerinçek |

| Schwarzmeerregion | Schwarzmeerregion    | Schwarzmeerregion | Schwarzmeerregion | Stimmenanteil im Schwarzmeerregion %706050403020100 65,424,88,01,10,40,2 ErdoğanİnceAkşenerK.oğluD.taşPerinçek |
| Partei            | Partei               | Stimmen           | Stimmen           | Stimmenanteil im Schwarzmeerregion %706050403020100 65,424,88,01,10,40,2 ErdoğanİnceAkşenerK.oğluD.taşPerinçek |
| Partei            | Partei               | Anzahl            | %                 | Stimmenanteil im Schwarzmeerregion %706050403020100 65,424,88,01,10,40,2 ErdoğanİnceAkşenerK.oğluD.taşPerinçek |
| ----------------- | -------------------- | ----------------- | ----------------- | --- |
|                   | Recep Tayyip Erdoğan | 3.220.342         | 65,4              | Stimmenanteil im Schwarzmeerregion %706050403020100 65,424,88,01,10,40,2 ErdoğanİnceAkşenerK.oğluD.taşPerinçek |
|                   | Muharrem İnce        | 1.220.286         | 24,8              | Stimmenanteil im Schwarzmeerregion %706050403020100 65,424,88,01,10,40,2 ErdoğanİnceAkşenerK.oğluD.taşPerinçek |
|                   | Meral Akşener        | 393.982           | 8,0               | Stimmenanteil im Schwarzmeerregion %706050403020100 65,424,88,01,10,40,2 ErdoğanİnceAkşenerK.oğluD.taşPerinçek |
|                   | Temel Karamollaoğlu  | 54.454            | 1,1               | Stimmenanteil im Schwarzmeerregion %706050403020100 65,424,88,01,10,40,2 ErdoğanİnceAkşenerK.oğluD.taşPerinçek |
|                   | Selahattin Demirtaş  | 20.247            | 0,4               | Stimmenanteil im Schwarzmeerregion %706050403020100 65,424,88,01,10,40,2 ErdoğanİnceAkşenerK.oğluD.taşPerinçek |
|                   | Doğu Perinçek        | 11.369            | 0,2               | Stimmenanteil im Schwarzmeerregion %706050403020100 65,424,88,01,10,40,2 ErdoğanİnceAkşenerK.oğluD.taşPerinçek |

| Ostanatolien | Ostanatolien         | Ostanatolien | Ostanatolien | Stimmenanteil im Ostanatolien %6050403020100 52,329,313,73,71,00,1 ErdoğanD.taşİnceAkşenerK.oğluPerinçek |
| Partei       | Partei               | Stimmen      | Stimmen      | Stimmenanteil im Ostanatolien %6050403020100 52,329,313,73,71,00,1 ErdoğanD.taşİnceAkşenerK.oğluPerinçek |
| Partei       | Partei               | Anzahl       | %            | Stimmenanteil im Ostanatolien %6050403020100 52,329,313,73,71,00,1 ErdoğanD.taşİnceAkşenerK.oğluPerinçek |
| ------------ | -------------------- | ------------ | ------------ | --- |
|              | Recep Tayyip Erdoğan | 1.612.296    | 52,3         | Stimmenanteil im Ostanatolien %6050403020100 52,329,313,73,71,00,1 ErdoğanD.taşİnceAkşenerK.oğluPerinçek |
|              | Selahattin Demirtaş  | 903.715      | 29,3         | Stimmenanteil im Ostanatolien %6050403020100 52,329,313,73,71,00,1 ErdoğanD.taşİnceAkşenerK.oğluPerinçek |
|              | Muharrem İnce        | 421.227      | 13,7         | Stimmenanteil im Ostanatolien %6050403020100 52,329,313,73,71,00,1 ErdoğanD.taşİnceAkşenerK.oğluPerinçek |
|              | Meral Akşener        | 112.832      | 3,7          | Stimmenanteil im Ostanatolien %6050403020100 52,329,313,73,71,00,1 ErdoğanD.taşİnceAkşenerK.oğluPerinçek |
|              | Temel Karamollaoğlu  | 29.628       | 1,0          | Stimmenanteil im Ostanatolien %6050403020100 52,329,313,73,71,00,1 ErdoğanD.taşİnceAkşenerK.oğluPerinçek |
|              | Doğu Perinçek        | 3.816        | 0,1          | Stimmenanteil im Ostanatolien %6050403020100 52,329,313,73,71,00,1 ErdoğanD.taşİnceAkşenerK.oğluPerinçek |

| Südostanatolien | Südostanatolien      | Südostanatolien | Südostanatolien | Stimmenanteil im Südostanatolien %50403020100 49,135,911,52,50,90,1 ErdoğanD.taşİnceAkşenerK.oğluPerinçek |
| Partei          | Partei               | Stimmen         | Stimmen         | Stimmenanteil im Südostanatolien %50403020100 49,135,911,52,50,90,1 ErdoğanD.taşİnceAkşenerK.oğluPerinçek |
| Partei          | Partei               | Anzahl          | %               | Stimmenanteil im Südostanatolien %50403020100 49,135,911,52,50,90,1 ErdoğanD.taşİnceAkşenerK.oğluPerinçek |
| --------------- | -------------------- | --------------- | --------------- | --- |
|                 | Recep Tayyip Erdoğan | 2.037.110       | 49,1            | Stimmenanteil im Südostanatolien %50403020100 49,135,911,52,50,90,1 ErdoğanD.taşİnceAkşenerK.oğluPerinçek |
|                 | Selahattin Demirtaş  | 1.491.116       | 35,9            | Stimmenanteil im Südostanatolien %50403020100 49,135,911,52,50,90,1 ErdoğanD.taşİnceAkşenerK.oğluPerinçek |
|                 | Muharrem İnce        | 476.237         | 11,5            | Stimmenanteil im Südostanatolien %50403020100 49,135,911,52,50,90,1 ErdoğanD.taşİnceAkşenerK.oğluPerinçek |
|                 | Meral Akşener        | 102.372         | 2,5             | Stimmenanteil im Südostanatolien %50403020100 49,135,911,52,50,90,1 ErdoğanD.taşİnceAkşenerK.oğluPerinçek |
|                 | Temel Karamollaoğlu  | 36.250          | 0,9             | Stimmenanteil im Südostanatolien %50403020100 49,135,911,52,50,90,1 ErdoğanD.taşİnceAkşenerK.oğluPerinçek |
|                 | Doğu Perinçek        | 5.518           | 0,1             | Stimmenanteil im Südostanatolien %50403020100 49,135,911,52,50,90,1 ErdoğanD.taşİnceAkşenerK.oğluPerinçek |

## Umfragen

### Erste Runde
| Zeitraum/Datum           | Institut                                                                              | Befragte                                                                              | Erdoğan                                                                               | İnce                                                                                  | Akşener                                                                               | Demirtaş                                                                              | Karamollaoğlu                                                                         | Perinçek                                                                              | Sonstige                                                                              |
| ------------------------ | ------------------------------------------------------------------------------------- | ------------------------------------------------------------------------------------- | ------------------------------------------------------------------------------------- | ------------------------------------------------------------------------------------- | ------------------------------------------------------------------------------------- | ------------------------------------------------------------------------------------- | ------------------------------------------------------------------------------------- | ------------------------------------------------------------------------------------- | ------------------------------------------------------------------------------------- |
| Zeitraum/Datum           | Institut                                                                              | Befragte                                                                              |                                                                                       |                                                                                       |                                                                                       |                                                                                       |                                                                                       |                                                                                       |                                                                                       |
| 14. Juni 2018            | Gesetzliches Verbot von weiteren Umfragen (ab zehn Tagen vor der Wahl) tritt in Kraft | Gesetzliches Verbot von weiteren Umfragen (ab zehn Tagen vor der Wahl) tritt in Kraft | Gesetzliches Verbot von weiteren Umfragen (ab zehn Tagen vor der Wahl) tritt in Kraft | Gesetzliches Verbot von weiteren Umfragen (ab zehn Tagen vor der Wahl) tritt in Kraft | Gesetzliches Verbot von weiteren Umfragen (ab zehn Tagen vor der Wahl) tritt in Kraft | Gesetzliches Verbot von weiteren Umfragen (ab zehn Tagen vor der Wahl) tritt in Kraft | Gesetzliches Verbot von weiteren Umfragen (ab zehn Tagen vor der Wahl) tritt in Kraft | Gesetzliches Verbot von weiteren Umfragen (ab zehn Tagen vor der Wahl) tritt in Kraft | Gesetzliches Verbot von weiteren Umfragen (ab zehn Tagen vor der Wahl) tritt in Kraft |
| 6. bis 13. Juni 2018     | REMRES                                                                                | 5.674                                                                                 | 43,6                                                                                  | 29,5                                                                                  | 12,3                                                                                  | 11,4                                                                                  | 3,0                                                                                   | 0,2                                                                                   | —                                                                                     |
| 13. Juni 2018            | AKAM                                                                                  | 2.460                                                                                 | 44,5                                                                                  | 29,0                                                                                  | 14,5                                                                                  | 9,3                                                                                   | 2,5                                                                                   | 0,2                                                                                   | —                                                                                     |
| 1. Juni bis 6. Juni 2018 | MAK                                                                                   | 5.400                                                                                 | 51,5                                                                                  | 24,4                                                                                  | 12,5                                                                                  | 8,5                                                                                   | 2,2                                                                                   | 0,6                                                                                   | —                                                                                     |
| 28. Mai bis 3. Juni 2018 | REMRES                                                                                | 4.482                                                                                 | 41,7                                                                                  | 26,1                                                                                  | 16,7                                                                                  | 11,4                                                                                  | 3,9                                                                                   | 0,2                                                                                   | —                                                                                     |
| 29. Mai bis 3. Juni 2018 | Sonar                                                                                 | 3.000                                                                                 | 48,3                                                                                  | 31,4                                                                                  | 9,5                                                                                   | 8,2                                                                                   | 2,1                                                                                   | 0,5                                                                                   | —                                                                                     |
| 22. bis 31. Mai 2018     | argetus                                                                               | 3.360                                                                                 | 50,1                                                                                  | 25,2                                                                                  | 12,2                                                                                  | 11,1                                                                                  | 1,2                                                                                   | 0,2                                                                                   | —                                                                                     |
| 1. bis 28. Mai 2018      | Konsensus                                                                             | 2.000                                                                                 | 47,9                                                                                  | 26,8                                                                                  | 14,8                                                                                  | 9,7                                                                                   | 0,7                                                                                   | 0,1                                                                                   | —                                                                                     |
| 25. bis 26. Mai 2018     | Gezici                                                                                | 6.811                                                                                 | 48,7                                                                                  | 25,8                                                                                  | 14,4                                                                                  | 10,1                                                                                  | 0,6                                                                                   | 0,4                                                                                   | —                                                                                     |
| 22. bis 23. Mai 2018     | Mediar                                                                                | 4.268                                                                                 | 43,5                                                                                  | 22,2                                                                                  | 19,3                                                                                  | 12,8                                                                                  | 1,6                                                                                   | 0,6                                                                                   | —                                                                                     |
| 17. bis 23. Mai 2018     | REMRES                                                                                | 4.276                                                                                 | 42,2                                                                                  | 24,6                                                                                  | 16,9                                                                                  | 12,3                                                                                  | 3,8                                                                                   | 0,2                                                                                   | —                                                                                     |
| 7. bis 17. Mai 2018      | Sonar                                                                                 | 3.000                                                                                 | 42,0                                                                                  | 21,9                                                                                  | 21,0                                                                                  | 11,0                                                                                  | 2,1                                                                                   | 2,0                                                                                   | —                                                                                     |
| 6. bis 9. Mai 2018       | REMRES                                                                                | 3.653                                                                                 | 42,1                                                                                  | 24,1                                                                                  | 17,1                                                                                  | 12,6                                                                                  | 3,9                                                                                   | 0,1                                                                                   | —                                                                                     |
| 6. Mai 2018              | Temel Karamollaoğlu erlangt 100.000 Unterschriften                                    | Temel Karamollaoğlu erlangt 100.000 Unterschriften                                    | Temel Karamollaoğlu erlangt 100.000 Unterschriften                                    | Temel Karamollaoğlu erlangt 100.000 Unterschriften                                    | Temel Karamollaoğlu erlangt 100.000 Unterschriften                                    | Temel Karamollaoğlu erlangt 100.000 Unterschriften                                    | Temel Karamollaoğlu erlangt 100.000 Unterschriften                                    | Temel Karamollaoğlu erlangt 100.000 Unterschriften                                    | Temel Karamollaoğlu erlangt 100.000 Unterschriften                                    |
| 4. Mai 2018              | Muharrem İnce wird von der CHP nominiert                                              | Muharrem İnce wird von der CHP nominiert                                              | Muharrem İnce wird von der CHP nominiert                                              | Muharrem İnce wird von der CHP nominiert                                              | Muharrem İnce wird von der CHP nominiert                                              | Muharrem İnce wird von der CHP nominiert                                              | Muharrem İnce wird von der CHP nominiert                                              | Muharrem İnce wird von der CHP nominiert                                              | Muharrem İnce wird von der CHP nominiert                                              |
| 2. Mai 2018              | REMRES                                                                                | 2.586                                                                                 | 41,2                                                                                  | 21,7                                                                                  | 20,6                                                                                  | 12,5                                                                                  | 3,9                                                                                   | —                                                                                     | 0,1                                                                                   |
| 1. Mai 2018              | PİAR                                                                                  | 2.460                                                                                 | 41,1                                                                                  | 20,2                                                                                  | 24,6                                                                                  | 11,4                                                                                  | 2,5                                                                                   | —                                                                                     | 0,2                                                                                   |
| 26. bis 29. April 2018   | Mediar Analiz                                                                         | 2.660                                                                                 | 42,1                                                                                  | 20,1                                                                                  | 19,7                                                                                  | 13,4                                                                                  | 3,1                                                                                   | —                                                                                     | 1,6                                                                                   |
| 25. April 2018           | Selahattin Demirtaş wird von der HDP nominiert                                        | Selahattin Demirtaş wird von der HDP nominiert                                        | Selahattin Demirtaş wird von der HDP nominiert                                        | Selahattin Demirtaş wird von der HDP nominiert                                        | Selahattin Demirtaş wird von der HDP nominiert                                        | Selahattin Demirtaş wird von der HDP nominiert                                        | Selahattin Demirtaş wird von der HDP nominiert                                        | Selahattin Demirtaş wird von der HDP nominiert                                        | Selahattin Demirtaş wird von der HDP nominiert                                        |
| 4. bis 14. Februar 2018  | PİAR                                                                                  | 2.440                                                                                 | 43,2                                                                                  | 24,0                                                                                  | 18,2                                                                                  | 13,1                                                                                  | —                                                                                     | —                                                                                     | 1,5                                                                                   |
| 14. Januar 2018          | SONAR                                                                                 | 3.000                                                                                 | 46,4                                                                                  | 22,5                                                                                  | 18,2                                                                                  | 9,5                                                                                   | —                                                                                     | —                                                                                     | 3,4                                                                                   |

### Umfragen unter türkischen Staatsbürgern im Ausland
| Zeitraum/Datum      | Institut | Befragte | Land        | Erdoğan | İnce | Akşener | Demirtaş | Karamollaoğlu | Perinçek |
| ------------------- | -------- | -------- | ----------- | ------- | ---- | ------- | -------- | ------------- | -------- |
| Zeitraum/Datum      | Institut | Befragte | Land        |         |      |         |          |               |          |
| 1. bis 5. Juni 2018 | TAVAK    | 1.184    | Deutschland | 48,2    | 28,7 | 9,2     | 10,2     | 2,8           | 0,9      |